# Blacus albicoxis
Blacus albicoxis (лат.) — вид мелких наездников рода Blacus (подрод Ganychorus) из семейства Braconidae (Ichneumonoidea).

## Распространение
Центральная Америка: Белиз и Ямайка.

## Описание
Мелкие паразитоидные наездники, длина тела 2 мм, длина переднего крыла 2,1 мм. Темно-красновато-коричневый; голова в передней части, антенна, второй и третий метасомальные тергиты, задние тазики, крыловая жилка C+SC+R и парастигма в основном желтовато-коричневые; пальпы, педицеллюс, тазики и вертлуги белые, остальные передние и средние лапки беловато-жёлтые; бедро (кроме крайнего основания) и голень задних ног тёмно-коричневые; птеростигма в основном тёмно-коричневая; переднее крыло у жилки 1-M и ниже птеростигмы несколько вкраплено. Усики самок 23-члениковые. Вид был впервые описан в 1988 году голландским гименоптерологом Корнелисом Ахтербергом (Cornelis van Achterberg; Department of Terrestrial Zoology, Naturalis Biodiversity Center, Лейден, Нидерланды).